# Радковець Петро Григорович

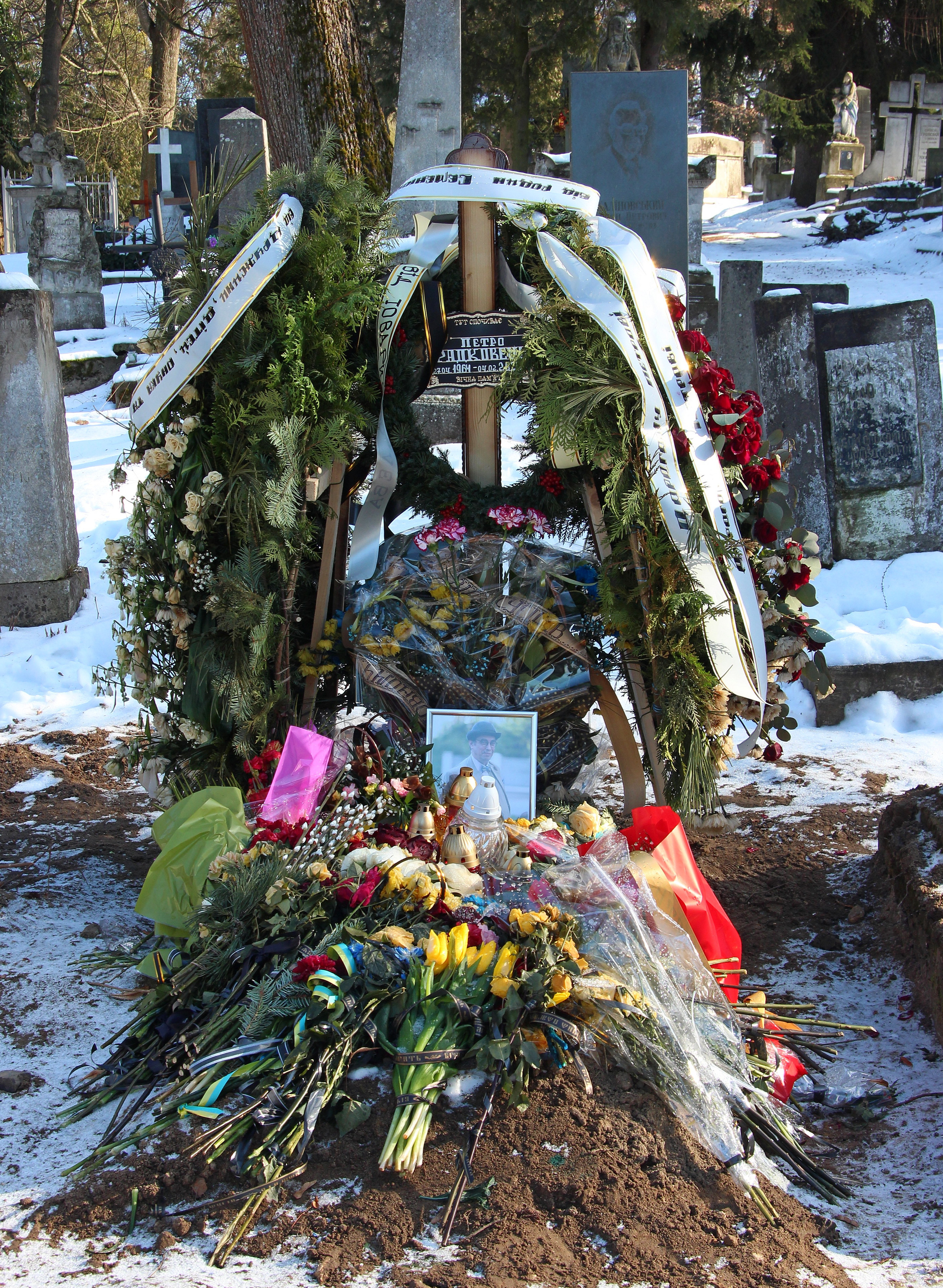
Могила Петра Радковця

Петро́ Гри́горович Радкове́ць (27 квітня 1964, Львів, УРСР, СРСР — 4 лютого 2023, Львів, Україна) — український краєзнавець, екскурсовод, один із найвідоміших львівських та українських гідів упродовж останніх 20 років, учасник та співавтор десятків телевізійних проєктів, документальних фільмів та сюжетів, присвячених Львову, на регіональних та національних телеканалах. Жартома називав себе «професійним львів'янином». Колумніст інтернет-видання «Твоє місто», де щотижня у своїй колонці розповідав історію Львова.

## Біографія
Петро Радковець народився 27 квітня 1964 року у Львові. У 1981 році закінчив львівську спеціалізовану загальноосвітню школу № 8, потім — Львівський поліграфічний інститут імені Івана Федорова (нині Українська академія друкарства). Працював у компанії з виготовлення взуття «Прогрес», у Львівській науковій бібліотеці імені Василя Стефаника, Горохівській друкарні, видавництві «Центр Європи». Один з найвідоміших і найвпізнаваніших екскурсоводів Львова. Учасник низки проєктів про Львів. Був членом історичної секції «Товариства Лева».
Разом з братом Іваном, став автором збірки казок для дітей («Таємниці львівських левів», Львів, 2015). Брати Радковці є розробниками численних авторських туристичних маршрутів Львовом та заходом України, співавторами краєзнавчих розвідок «Загадки міста Лева».
Запам'ятався особливим стилем одягу, у якому він часто з'являвся на публіці: із закрученими вусами, краваткою-метеликом, тростиною або ціпком, старовинним кишеньковим годинником на ланцюжку та у капелюсі. Мав ліцензійне посвідчення львівського гіда під номером 1, яке офіційно отримав від Львівської міської ради. Одним з останніх за його участю став проєкт «Місто лікує» — безплатні прогулянки Львовом для захисників та військових ветеранів, які проходять реабілітацію.
Раптово помер 4 лютого 2023 року від гострої коронарної недостатності у спортзалі після футбольного матчу. Похований на полі № 8 Личаківського цвинтаря.

## Вшанування пам'яті
Міське управління туризму Львова назавжди закріпило звання львівського гіда під номером 0001. Родині Петра Радковця передали бейдж екскурсовода, на який він подав документи за два тижні до смерті.
На згадку про краєзнавця у квітні 2023 року у Львові створили іменний туристичний маршрут. Авторський маршрут розробила колега Петра Радковця Діана Борисенко у співпраці із його родиною та Львівським туристичним офісом.
27 квітня 2024 року Петру Радковцю мало б виповнитися 60 років і саме у цей день у Львові відкрили меморіальну таблицю на фасаді будинку на вулиці Лисенка, 7, де Петро Григорович провів дитинство та юність. Дизайн меморіальної таблиці створив Юрій Крукевич. Ідею встановлення меморіальної таблиці запропонувало «Товариство Лева», учасником якого був сам гід. Після цього у Львівському туристичному офісі відбулася церемонія погашення поштової марки із зображенням Петра Радковця. Марка охоплює 5 символічних зображень: культове фото Петра Радковця, чоловічок з бренбуду Львова 2019 року, який дизайнер змалював з найвідомішого гіда, та ключові елементи образу краєзнавця, без яких його важко уявити. У сквері «На Валах», що навпроти Львівської ОВА, посадили магнолію на честь Петра Радковця. На табличці саджанця присутній QR-код, за яким можна більше дізнатися про видатного екскурсовода.

## Родина
Дружина — Галина Радковець, донька — Катерина, син — Іван.

## Фільмографія
| Рік  | Назва                 | Роль                                 | Країна |
| ---- | --------------------- | ------------------------------------ | ------ |
| 1997 | Перемир'я (La Tregua) | в'язень концтабору (епізодична роль) | Італія |